# Dream Hub
Le Dream Hub (ou DreamHub21) à Séoul en Corée du Sud était un gigantesque projet d’urbanisme proposé à partir de 2006 et abandonné en 2013 visant à réaménager le quartier de Yongsan d’ici à 2016.

## Le projet
Le complexe de gratte-ciel aurait été dominé en son centre par une tour, la Dream Tower (en), haute d’environ 665 m.

Il aurait compris des résidences, des bureaux, des magasins, des écoles, des institutions culturelles et des infrastructures découlant d'un plan de développement de 20 milliards de dollars.

À terme, le projet aurait abouti à 3,1 millions de mètres carrés entièrement entourés de verdure.
Après le retrait de plusieurs investisseurs, le projet est finalement abandonné en avril 2013 devant son coût trop élevé.

## Lauréat
Le concours du projet d'urbanisme a été remporté par l'architecte américain Daniel Libeskind, avec son projet Archipelago 21. Il était en compétition avec :
- Asymptote ;
- Foster + Partners ;
- Jerde Partnership ;
- Skidmore, Owings and Merrill.